# Miltochrista multidentata
Miltochrista multidentata là một loài bướm đêm thuộc phân họ Arctiinae, họ Erebidae.